# Trollenäs socken
Trollenäs socken i Skåne ingick i Onsjö härad, uppgick 1967 i Eslövs stad och området ingår sedan 1971 i Eslövs kommun och motsvarar från 2016 Trollenäs distrikt.
Socknens areal är 23,99 kvadratkilometer varav 23,70 land. År 2000 fanns här 469 invånare. En del av norra Eslöv, orten Trollenäs med Trollenäs slott, Näs gamla kyrka och sockenkyrkan Trollenäs kyrka samt orterna Stabbarp och Gullarp ligger i socknen. 

## Administrativ historik
Socknen har medeltida ursprung. 1857 införlivades Gullarps socken. Namnet ändrades enligt beslut den 27 oktober 1899 från Näs socken till Trollenäs socken.
Vid kommunreformen 1862 övergick socknens ansvar för de kyrkliga frågorna till Näs församling och för de borgerliga frågorna bildades Näs landskommun. Landskommunen uppgick 1952 i Bosarps landskommun som uppgick 1967 i Eslövs stad som ombildades 1971 till Eslövs kommun. Församlingen uppgick 2002 i Östra Onsjö församling.
1 januari 2016 inrättades distriktet Trollenäs, med samma omfattning som församlingen hade 1999/2000.  
Socknen har tillhört län, fögderier, tingslag och domsagor enligt vad som beskrivs i artikeln Onsjö härad. De indelta soldaterna tillhörde Norra skånska infanteriregementet, Onsjö kompani.

## Geografi
Trollenäs socken ligger närmast nordväst om Eslöv kring Saxån i väster. Socknen är en odlad slättbygd.

## Fornlämningar
Tio boplatser från stenåldern är funna. Från bronsåldern finns ett par gravhögar. Från järnåldern finns ett flatmarksgravfält.

## Namnet
Namnet skrevs i mitten av 1300-talet Näs och kommer från kyrkbyn. Namnet syftar på näset mellan Saxån och Gullarpsån där byn och slottet ligger..